# Matthias Merkle (Regisseur)
Matthias Merkle (* 9. März 1970 in Freiburg im Breisgau) ist ein deutscher Regisseur und Autor. Er lebt und arbeitet seit Anfang der 1990er Jahre in Berlin.

## Leben
Nach Anfängen am Stadt- und Staatstheater vornehmlich selbständige künstlerische Arbeit, zunächst Theater-, dann Filmproduktionen.
Zu Merkles inszenatorischen Großtaten zählen u. a. die 9½-stündige Inszenierung des spanischen Lesedramas von Fernando de Rojas Die Celestina als Theater-Soap in sieben Folgen (2000, Tacheles Berlin) und die Verfilmung von Homers Ilias als chorische Erzählung eines 11-köpfigen Ensembles an den Original-Schauplätzen in Troia/Türkei (2004).
Langjährige Zusammenarbeit mit den Schauspielerinnen Henriette Heinze und Jule Böwe, dem Musiker-Duo Elektroblitz Mitte, dem Kostümbildner Sven Bindseil, der Dramaturgin Antje Borchardt und dem Filmeditor Heinrich Bindschädel.
Aufgewachsen im elterlichen, zunächst winzigen, später mittelständischen, Betrieb der metallverarbeitenden Industrie entwickelt Matthias Merkle ein entschiedenes Verhältnis dazu, wie wenig Bürgertums-Wohlstand und Bürgertums-Normen er braucht, und lernt die Vorzüge selbstbestimmter Tätigkeit, unternehmerischen Geistes und Unternehmungslust offenbar unumkehrbar schätzen. Seine künstlerische Arbeit wird immer von eigensinnigen Ideen und respektvoller, geradezu liebevoller Hinwendung zu seinen Konsumenten geprägt sein.

### Theater
Seinen Beruf als Regisseur lernt Matthias Merkle am Theater, wo er 1989 als Regieassistent von Jürgen Kruse am Theater Freiburg anfängt und ab 1993 mit eigenen Inszenierungen in Erscheinung tritt, zunächst am Staatstheater Stuttgart (angefangen mit seinem Debüt, der Inszenierung von Strindbergs Schwanenweiß 1995 mit Anne Tismer und Samuel Weiss in den Hauptrollen), dann auch am Düsseldorfer Schauspielhaus, Staatstheater Mainz und Theaterhaus Jena.
Parallel dazu inszeniert und produziert er ab 1993 in Berlin mehrere Stücke, die in der Off-Bühne Theater im Schoko-Laden zur Aufführung kommen, bevor er 1998 das Dramatische Theater gründet, eine kleine Produktionsfirma, mit der Merkle eigene Theaterprojekte unabhängig und an verschiedenen prominenten und originellen Spielorten realisiert. 
 1996 inszeniert Merkle Heiner Müllers Hamletmaschine mit Stefanie Liebscher und Caspar Weiss in den Rollen der Ophelia und des Hamlet. Das übrige Personal wird bestritten von einem 5-köpfigen Mädchen-Chor, der außerdem Szenen aus Shakespeares Hamlet chorisch, dialogisch und szenisch in Müllers Text einflicht. In diesem Chor besetzt Merkle auch die jungen Darstellerinnen Henriette Heinze und Jule Böwe, mit denen er in der Folge etliche weitere Arbeiten realisieren wird – auch nachdem beide längst andere Wege beschreiten. 
 Denkwürdig bleibt Merkles Inszenierung von Kleists Penthesilea (Silvester 1996) mit Henriette Heinze in der Hauptrolle. Eine eifersüchtige Verschwörung des restlichen Ensembles verhindert alle weiteren Aufführungen nach der Premiere; die einzigen beiden Kritiker jedoch, die die Premiere gesehen haben, nominieren Heinze in der Jahresbilanz der Zeitschrift Theater heute prompt als „Nachwuchsschauspielerin des Jahres“ und tragen damit zu ihrem Karriere-Durchbruch bei. 
 Die Inszenierung zweier Stücke von Wolfgang Bauer schließlich (Film und Frau 1995 und Magic Afternoon mit Jule Böwe, 1996) nimmt die Hinwendung der deutschen Bühnen zur englischen Kitchen-Sink-Dramatik der folgenden Jahre vorweg und eröffnet Jule Böwe den Weg an die Baracke des Deutschen Theaters und an die Schaubühne.
Ins Zentrum von Merkles Inszenierungen rücken mehr und mehr innovative narrative Formen; inhaltlich fasziniert ihn der Geschichten-Fundus der undogmatischen griechischen Mythologie, formal entwickelt er vor allem Strukturelemente der Tragödie weiter (mit großer Begeisterung vor allem für den Sprech-Chor), entlockt aber auch lyrischen und narrativen Texten eine neuartige monologisch-dialogische Qualität.
Mit Konzeption und Produktion einer Reihe von theatralischen Installationen und Inszenierungen auf der Berliner Museumsinsel (Programm Götterleuchten, in Kooperation mit den Staatlichen Museen zu Berlin, 2000–2004) beendet Merkle vorerst seine Arbeit als Theaterregisseur und wendet sich dem Film zu. Auslöser ist die Produktion Singe den Zorn: Merkle inszeniert auf der Berliner Museumsinsel Homers Ilias in der Übertragung von Johann Heinrich Voß in einer gekürzten 2½-stündigen Fassung als chorische Erzählung eines 11-köpfigen Ensembles. Bei einem Besuch des Originalschauplatzes des Epos, der Ruinen von Troia in der Türkei, entsteht die Idee, die narrative Umsetzung an diesem Ort zu verfilmen. Dank der Kooperation des damaligen Ausgrabungsleiters in Troia, Prof. Manfred Osman Korfmann (Universität Tübingen) und des Homer-Forschers Prof. Joachim Latacz (Universität Basel) entsteht die Verfilmung im Sommer 2003 als filmische Verflechtung der sprechenden Kultur-Landschaft mit dialogisch entzerrten und chorisch-erzählenden Versen des Epos. Der Film Singe den Zorn, erschienen 2004 auf DVD, gilt als einmalige gelungene Darbietung der komplizierten deutschen Hexameter.

### Film
Seinen ersten abendfüllenden Spielfilm präsentiert Merkle 2004 mit Singe den Zorn, der ästhetisch eigensinnigen Verfilmung von Homers Epos Ilias in den deutschen Versen von J.H. Voß, gedreht an Original-Schauplätzen in und um Troia (Türkei). Der Film entzieht sich aktuellen Mustern der Erzählweise von Kino- und Fernsehfilm – und er entzündet Merkles Begeisterung für die Arbeitsweise des Films. Bereits Anfang 2005 schreibt und dreht er in Berlin und Athen ein unkonventionelles Kammerspiel (Ausgangssituation), in dem er – neben Luisa Buzasi, Klara Höfels und Henriette Heinze – selbst auch als Darsteller agiert. Mit der Dramaturgin Antje Borchardt gründet er in Berlin-Neukölln die eigene Produktionsfirma Retsina-Film, die ab 2005 für sämtliche Filmarbeiten Merkles verantwortlich zeichnet.
Anfang 2006 schreibt Merkle das Drehbuch zu seinem dritten Spielfilm Die Unsterblichen, die Dreharbeiten finden im April 2006 in Neukölln statt. Erzählt wird eine Dreiecksgeschichte um zwei Schriftstellerinnen und ihren Geliebten; die Hauptrollen spielen Jule Böwe, Henriette Heinze und Zlatko Maltar. Der Film wird im Juni 2007 fertiggestellt.
Mehrere seiner Filme etikettiert Merkle als „Neukölln Independent“ und bekennt sich damit selbstbewusst zu ihrem Entstehungsort und ihrer Entstehungsweise. Eine kräftige Neubelebung des Autorenfilms ist in Arbeitsweise und Ergebnissen zu erkennen; Merkle ist in beiden Aspekten beeindruckt von den frühen Werken R. W. Fassbinders. Die entschiedenen Handlungsabläufe, die gar nicht alltäglich wahrscheinlich sein wollen, sondern von außergewöhnlichen Menschen und deren Fühlen, Denken und Handeln erzählen, verdanken sich auch der Begeisterung für das Werk Heinrich von Kleists und dessen Vorliebe für unwahrscheinliche und dabei umso glaubhaftere Wendungen.
Ab Frühjahr 2007 dreht und produziert Merkle in schneller Folge Kurzfilme, die zunächst vor allem im Internet veröffentlicht werden (Sender Freies Neukölln).

### Internet
Ende November 2007 erschien die 1. Ausgabe des Senders Freies Neukölln, eines monatlich neu produzierten Film-Programms, das Merkle federführend als Autor, Regisseur, Kameramann, Sprecher etc. erfand und realisierte. Neben einem Kurzfilm präsentierte jede Ausgabe eine Ansprache des Negierenden Bürgermeisters von Neukölln, eine neue Folge aus der beliebten Uschi-Reihe, die Dokumentation der Entstehung von einem der 11 Meisterwerke – aus den großen Ateliers von Neukölln sowie weitere serielle Beiträge. Das gesamte Programm wirkte witzig, die meisten Beiträge waren aber ernstgemeint.

## Filmografie
- 2004: Singe den Zorn. Homers Ilias in Troia / Sing, Goddess, the Anger (mit Klara Höfels, Adnan Maral, Heinrich Rolfing, Inga Dietrich, Katharina Blaschke u. a., Premiere: Festival AGON, Athen, Nov. 2004)
- 2004: Kurzfilm Grüße vom Olymp: Elfmeter
- 2005: Spielfilm Ausgangssituation / Point of Departure (mit Henriette Heinze, Klara Höfels und Luisa Buzasi)
- 2006: Kurzfilm Dig Deeper (Festival AGON, Thessaloniki)
- 2006: Dokumentation Qualität setzt sich durch
- 2007: Spielfilm Die Unsterblichen / The Immortals (mit Jule Böwe, Henriette Heinze, Zlatko Maltar, Irina Potapenko, Kim Walterskirchen, Inga Dietrich u. a.)
- 2007: Kurzfilm Rock'n Roll
- 2007: Kurzfilm Uschis retten die Welt
- 2007: Kurzfilm Um Uschi rum wird alles anders
- 2007: Kurzfilm Weihnachtsuschi
- 2007: Kurzfilm Zweimal klingeln
- 2007: Pilotfilm Kurzfilm-Serie Soll wieder neuer Same werden ...
- 2010: Spielfilm Exodos[1]

## Theater
- 1993: Müller, Quartett, Berlin
- 1993: Kleist, Käthchen!, Berlin, mit Saskia Taeger, Mex Schlüpfer u. a.
- 1995: Strindberg, Schwanenweiß, Staatstheater Stuttgart, mit Anne Tismer und Samuel Weiss
- 1995: Goldoni, Mirandolina, Berlin, mit Rainald Grebe, Sebastian Röhrle u. a.
- 1995: Bauer, Film und Frau, Berlin
- 1996: Semprún, Bleiche Mutter, zarte Schwester, Staatstheater Stuttgart
- 1996: Müller, Hamletmaschine, mit Henriette Heinze, Jule Böwe, Stefanie Liebscher, Caspar Weiss u. a., Berlin
- 1996: Roselt, Dollmatch, UA, Staatstheater Mainz
- 1996: Bauer, Magic Afternoon, mit Jule Böwe, Henriette Heinze u. a., Berlin
- 1997: Euripides, Die Phönizierinnen, Düsseldorfer Schauspielhaus
- 1997: KLEIST / Robert Guiskard, mit Jule Böwe, Anja Thiemann, Kim Walterskirchen und Silvio Hildebrandt, Theaterhaus Jena
- 1997: Kleist, Penthesilea!, mit Henriette Heinze, Berlin
- 1998: Bauer, Insalata mista, DEA, Düsseldorfer Schauspielhaus
- 1998: Billie Holiday, mit Henriette Heinze, Berlin
- 2000: Fernando de Rojas, die celestina, mit Saskia Taeger, Henriette Heinze, Caroline Korneli, Georg Ansas Otto u. a., Tacheles, Berlin
- 2000: Mythen draußen, Pergamonmuseum, Berlin
- 2001: Olympia unter Grund, Pergamonmuseum, Berlin
- 2001: Kleist, Amphitryon, Pergamonmuseum, Berlin, mit Saskia Taeger, Susanne Opitz, Christian Schulz und Georg Ansas Otto
- 2002: Hauptmann, Die versunkene Glocke, Pergamonmuseum, Berlin, mit Kim Walterskirchen, Susanne Opitz, Stefanie Liebscher, Julia Mahlke u. a.
- 2002: Hroswitha von Gandersheim, Alte Nationalgalerie, Berlin
- 2003: Ilias-Projekt, mit Christian Schulz, Klara Höfels, Adnan Maral, Heinrich Rolfing, Inga Dietrich, Katharina Blaschke u. a., Neues Museum, Berlin, und Gastspiel Troia-Festival, Çanakkale
- 2003: Moira! – Die Spindel der Notwendigkeit, Schinkel-Museum, Berlin

## Buch, CD, DVD
- Singe den Zorn. Homers Ilias in Troia DVD, 2004. ISBN 3-00-014845-0
- Mythos, nicht Märchen von Antje Borchardt. Ludwigshafen am Rhein, 2006. ISBN 3-9810361-0-7
- Singe den Zorn von Elektroblitz Mitte. Audio-CD, 2005, PHONECTOR.